# Eucera mastrucata
Eucera mastrucata är en biart som först beskrevs av Ferdinand Morawitz 1875.
Eucera mastrucata ingår i släktet långhornsbin och familjen långtungebin. Inga underarter finns listade i Catalogue of Life.